# 伊图里河站
伊图里河站位于中华人民共和国内蒙古自治区呼伦贝尔市牙克石市伊图里河镇，是牙林铁路、伊加铁路上的火车站，建于1956年，由哈尔滨铁路局海拉尔车务段管辖，是衔接牙林、伊加和朝乌铁路三个方向的区段站，担负着牙林线里段的货物列车解编任务。
车站随牙林铁路建于1953年，1955年9月20日开站，当时为四等站，设3条到发线、1条货物线。1957年升为三等站。1965年伊加铁路建设期间车站扩建，站线增至11条，定为上行列车编解任务的编组站。1970年车站升为二等站。至1989年，站线增至15条。

## 车站结构
伊图里河站规模一级二场，其中到发场有到发线8条及一座旅客站台；调车场有调车线9条；车站货场总面积7281平方米，设有货物线3条，另设有段管线12条。
车站站房候车室面积138平方米、行包房面积98平方米、售票室面积14平方米、广播室面积14平方米。

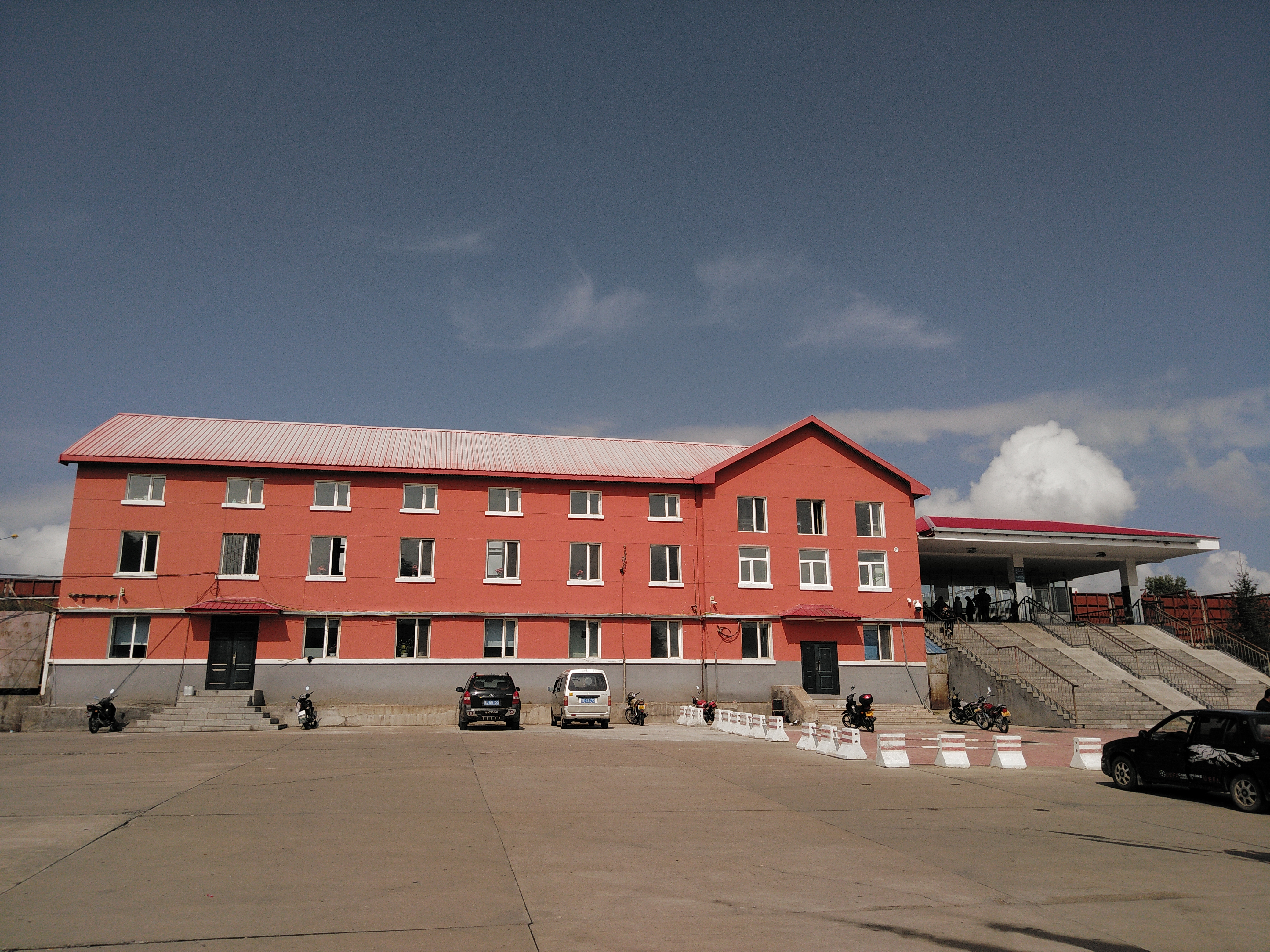
车站站房
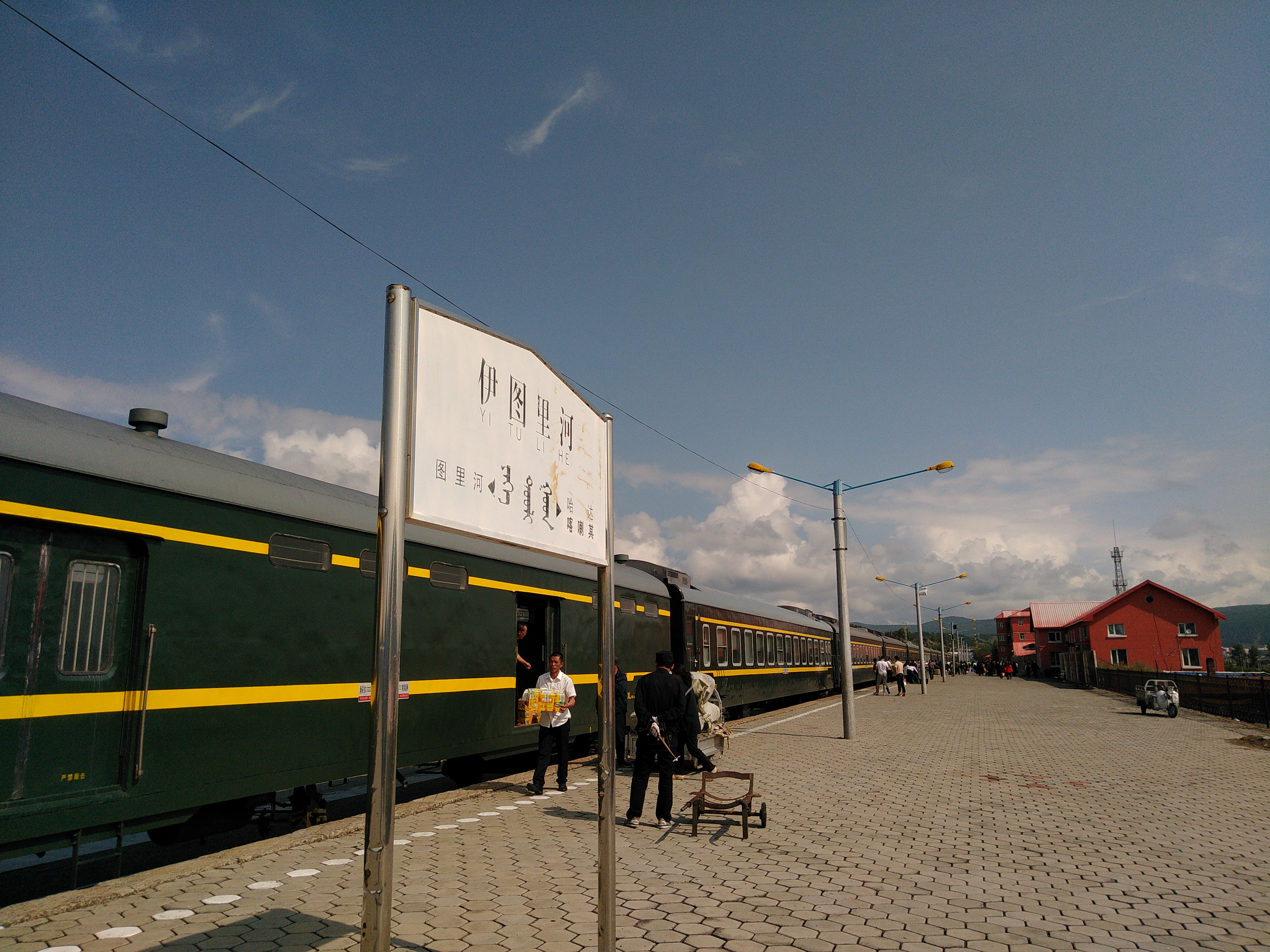
车站站台
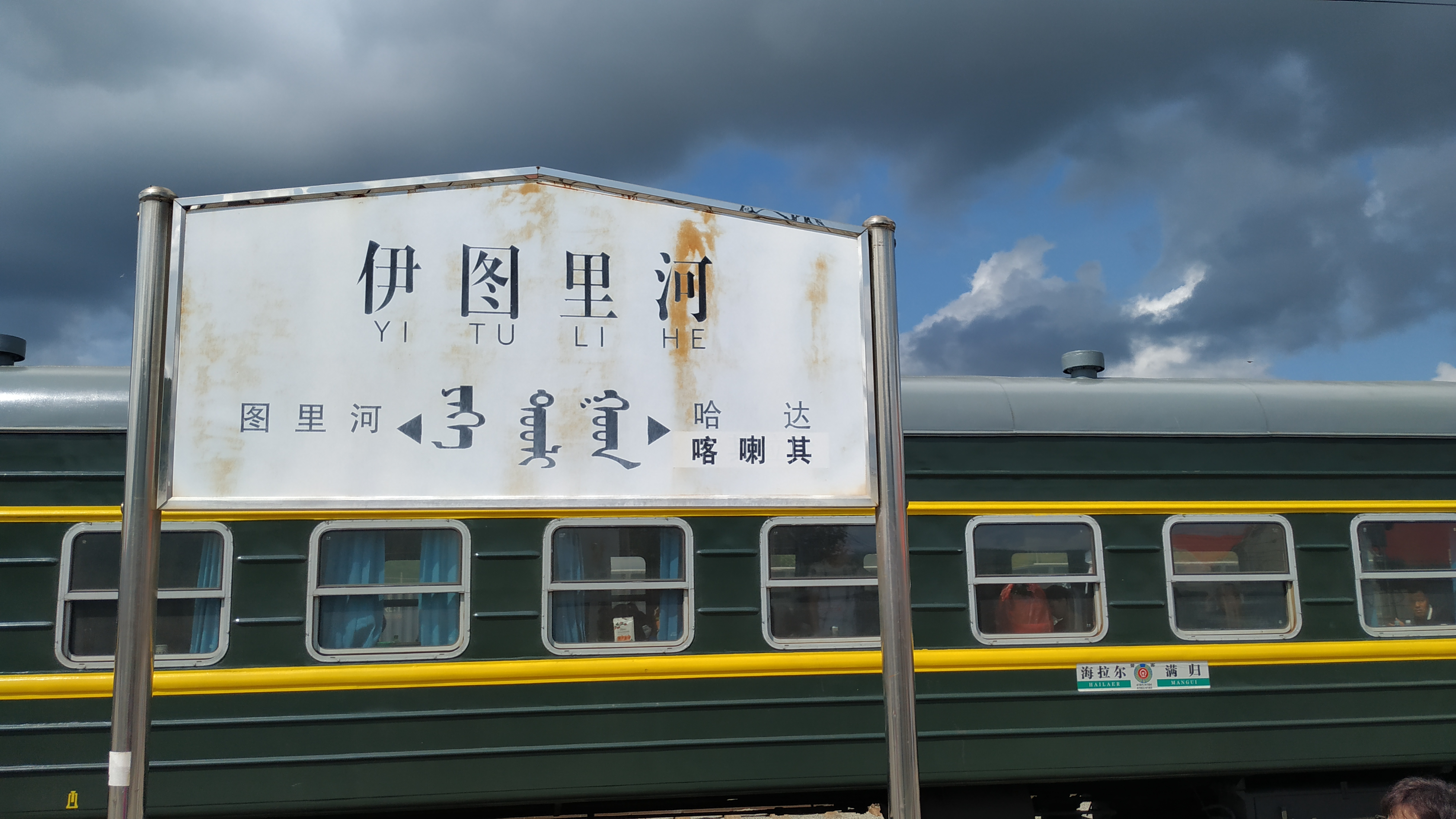
车站站牌

## 車站周邊
- 伊图里河高级中学
- 伊铁第一中学
- 伊铁小学
- 伊图里河铁路医院